# AN/AAQ-40 EOTS
AN/AAQ-40 Electro-Optical Targeting System (EOTS) – amerykański elektro-optyczny system celowania opracowany dla wielozadaniowego samolotu F-35 Lightning II. EOTS jest wielofunkcyjnym systemem zapewniającym możliwość precyzyjnego celowania w zadaniach powietrze-powietrze oraz powietrze-powierzchnia.
Opracowany przez BAE Systems elektrooptyczny system celowniczy AN/AAQ-40 EOTS wykorzystuje doświadczenie zdobyte przy opracowaniu systemu celowniczego LANTIRN, zaawansowanego poda celowniczego Sniper oraz systemu śledzenia i wyszukiwania w podczerwieni (IRST) AN/AAS-42 stosowanego w F-14D Super Tomcat. EOTS jest pierwszym sensorem łączącym systemy celownicze FLIR i IRST. System EOTS jest zintegrowany z kadłubem F-35 w szafirowej konsoli pod dziobem samolotu, i jest połączony z centralną jednostką obliczeniową samolotu za pomocą światłowodowego połączenia o dużej szybkości wymiany danych. EOTS zapewnia pilotowi samolotu obraz przestrzeni powietrznej oraz powierzchni w wysokiej rozdzielczości. Planowany do wprowadzenia wraz serią produkcyjną samolotu Lot 17 upgrade do wersji Block 4 TR-3, wprowadzić ma nowy układ Adanced EOTS, wprowadzający m.in. rozdzielczość 4K dla obrazu uzyskiwanego dzięki EOTS.
Wymogi zachowania charakterystyki trudno-wykrywalności wykluczają zastosowanie w samolotach stealth tradycyjnych układów TFLIR (Targeting Forward-Looking Infrared), toteż jedynym rozwiązaniem technicznym zgodnym z technologią stealth w tym zakresie, było wbudowanie systemu w kadłub samolotu. Opracowany przez Lockheed Martin Missiles and Fire Control został zaprojektowany celem uzyskania zdolności celowania w IR, bez pogorszenia parametrów trudno-wykrywalności. EOTS stanowi system celowania oparty na średniej długości falach podczerwonych (Midwave Infrared), umożliwiajacy celowanie w podczerwieni do celów powietrznych i lądowych, a także śledzenie celów powietrznych (IRST).